# Dolmen von Riholo

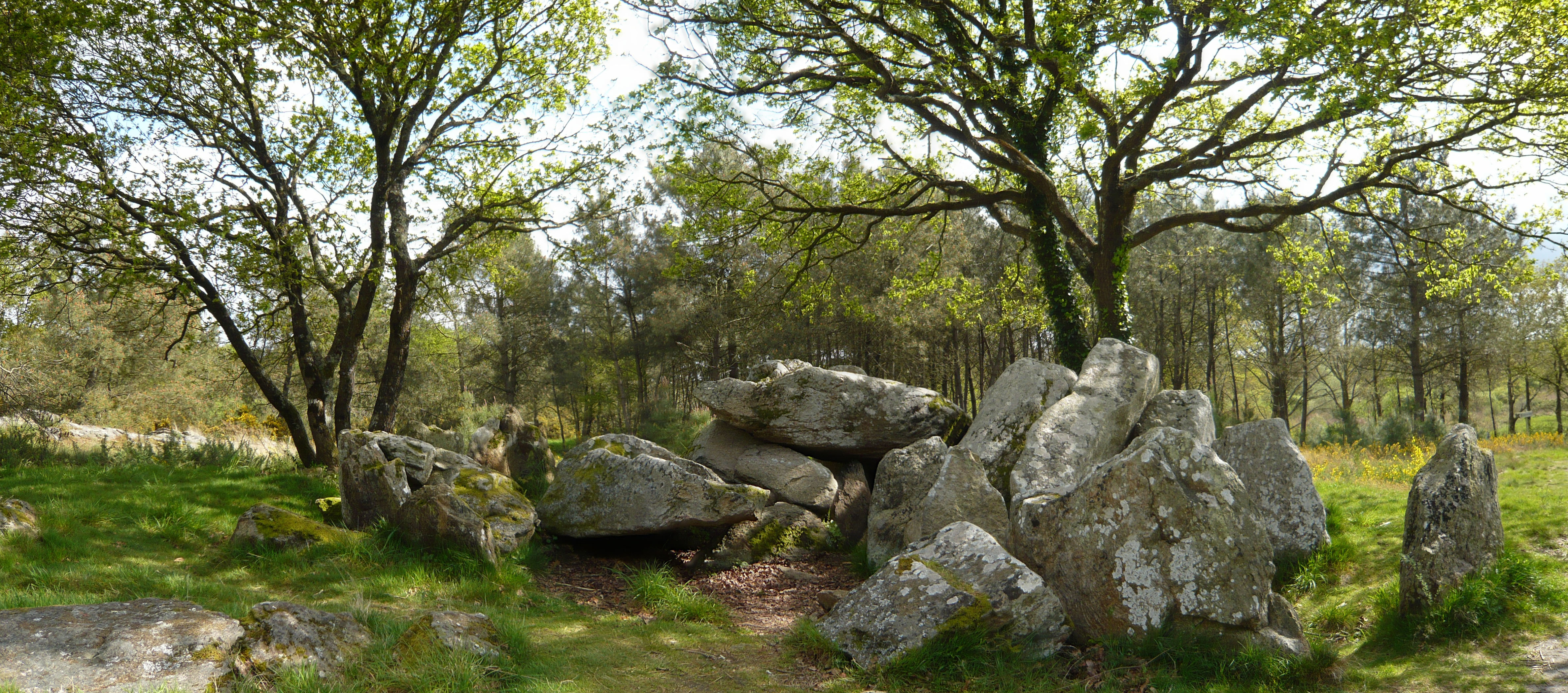
Dolmen du Riholo

Der Dolmen von Riholo (auch Dolmen de Ville Rio, Moulin-de-Gué oder Le Haut-Langâtre genannt) ist ein Dolmen etwa drei Kilometer nordwestlich von Herbignac im Département Loire-Atlantique. Er liegt nördlich der Loire auf einer kleinen Landzunge an der nördlichen Grenze der größten Sumpf- und Lagunenlandschaft La Brière in Frankreich. Dolmen ist in Frankreich der Oberbegriff für Megalithanlagen aller Art (siehe: Französische Nomenklatur).
Der Dolmen von Riholo ist von der gleichen Art wie die Dolmen von Mousseaux und Joselière, die zu einer eigenen Gruppe von Megalithanlagen beiderseits der Loiremündung gehören. Der Grundriss zeigt zwei symmetrische Bereiche links und rechts der Hauptachse. Die weitgehend zerstörte Anlage liegt als Komplex von mehreren Orthostaten darnieder. Der ehemalige Stein- oder Erdhügel ist verschwunden. Das sehr lange Querschiff ist trotz der Zerstörung erkennbar. Der Dolmen steht seit 1980 als Monument historique unter Schutz. Die Dolmen am Rande der Brière, stammen aus dem 4. Jahrtausend v. Chr. 

## Tourismus
Über Saint-Nazaire bzw. Herbignac verläuft die Route Bleue (deutsch „Blaue Route“), an der elf bedeutende prähistorische Megalithmonumente liegen. Darunter befindet sich der Tumulus von Dissignac (No. 1) nahe der Stadt. Unter den Dolmen der Croix de Sandun (3), der Kerbourg (4), der Dolmen von Riholo (5), der des Rossignols (6), der Tumulus von Mousseaux westlich von Pornic (9), der la Joselière (10) und der du Pré d’Aire (11) sind die Nr. 9–11 an der Pays de Rets besonders bekannt. Dazu kommen drei Menhire: der Menhir von Bissin (No. 2), der 2,1 m hohe Pierre de Couche (7) und der etwa 2,7 m hohe Menhir de la Pierre Attelée, (8), der seit 1992 als historisches Denkmal klassifiziert ist.